# Jakob Torsy
Jakob Torsy (* 9. Juni 1908 in Köln; † 24. Oktober 1990) war ein deutscher römisch-katholischer Priester, Theologe, Kirchenarchivar und -historiker.

## Leben
Nach der Priesterweihe 1933 und der Promotion 1940 zum Dr. theol. war er von 1952 bis 1986 Archivar am Historischen Archiv des Erzbistums Köln. Er war von 1971 bis 1974 Vorsitzender der Bischöflichen Hauptkommission für die kirchlichen Archive in Deutschland und von 1976 bis 1983 Vorsitzender der Provinzkommission für die kirchlichen Archive der Kirchenprovinz Köln.
Torsy starb 1990 im Alter von 82 Jahren. Er wurde auf dem Kölner Melaten-Friedhof beigesetzt.

## Schriften (Auswahl)
- Der Regularklerus in den Kölner Bistumsprotokollen. 1661–1825. Siegburg 1985, ISBN 3-87710-105-4.
- mit Hans-Joachim Kracht: Reliquiarium Coloniense. Siegburg 2003, ISBN 3-87710-450-9.
- mit Hans-Joachim Kracht: Der große Namenstagskalender. 3900 Namen und 1700 Lebensbeschreibungen der Namenspatrone. Basel 2008, ISBN 3-451-32043-6.
- Geschichte des ersten Bistums Aachen in der preußischen Zeit (1814–1825). Dortmund 2018, ISBN 3-96163-139-5.